# Ababa (Akonolinga)
Pour les articles homonymes, voir Ababa.
Ababa est une localité du Cameroun, située dans l'arrondissement d'Akonolinga, le département du Nyong-et-Mfoumou et la région du Centre.

## Population
En 1961, Ababa comptait 157 habitants, principalement des Yebekolo. Lors du recensement de 2005, on y a dénombré 317 personnes.